# Basson (orgue)
Pour les articles homonymes, voir Basson (homonymie).
Le basson est un jeu d'orgue appartenant à la famille des jeux d'anche,.
C'est un jeu de 8 ou 16 pieds à résonateur conique. Il complète souvent le hautbois dans le grave en lui servant de basse,.
Le basson est proche du timbre de l'instrument à vent dont il porte le nom,, et consiste généralement en une tige surmontée de deux cônes réunis par leur base, même s'il peut également prendre la forme et la longueur d'une trompette de petite taille.